# Большая Орловка (Курская область)
Большая Орловка — деревня в Льговском районе Курской области России. Входит в состав Вышнедеревенского сельсовета.

## География
Деревня находится на реке Бык (левый приток Сейма), в 40 км от российско-украинской границы, в 65 км к юго-западу от Курска, в 9 км к юго-востоку от районного центра — города Льгов, в 1,5 км от центра сельсовета — села Вышние Деревеньки.
Климат
Большая Орловка, как и весь район, расположена в поясе умеренно континентального климата с тёплым летом и относительно тёплой зимой (Dfb в классификации Кёппена).
Часовой пояс
Деревня Большая Орловка, как и вся Курская область, находится в часовой зоне МСК (московское время). Смещение применяемого времени относительно UTC составляет +3:00.

## Население
| 2002 | 2010 |
| ---- | ---- |
| 191  | ↘163 |

## Инфраструктура
Личное подсобное хозяйство. В деревне 86 домов.

## Транспорт
Большая Орловка находится в 5 км от автодороги регионального значения 38К-017 (Курск — Льгов — Рыльск — граница с Украиной), в 1 км от автодороги 38К-024 (Льгов — Суджа), на автодорогах межмуниципального значения 38Н-443 (38К-024 — Вышние Деревеньки — Дурово-Бобрик) и 38Н-442 (38К-024 — Большая Орловка), в 2 км от ближайшего (закрытого) ж/д остановочного пункта 11 км (линия Льгов I — Подкосылев).
В 136 км от аэропорта имени В. Г. Шухова (недалеко от Белгорода).